# Premierzy Samoa

## Lista premierów Samoa
| Osoba                                     | Osoba                                            | Kadencja            | Kadencja          | Partia polityczna             |
| #                                         | Imię i Nazwisko                                  | Od                  | Do                | Partia polityczna             |
| ----------------------------------------- | ------------------------------------------------ | ------------------- | ----------------- | ----------------------------- |
| 1                                         | Albert Barnes Steinberger (1840–1894)            | 22 maja 1875        | 8 lutego 1876     | bezpartyjny                   |
| wakat 8 lutego 1876 - 1 października 1959 |                                                  |                     |                   |                               |
| 2                                         | Mataʻafa Mulinuʻu II (1921–1975)                 | 1 października 1959 | 25 lutego 1970    | bezpartyjny                   |
| 3                                         | Tupua Tamasese Lealofi IV (1922–1983)            | 25 lutego 1970      | 20 marca 1973     | bezpartyjny                   |
| (2)                                       | Mataʻafa Mulinuʻu II (1921–1975)                 | 20 marca 1973       | 20 maja 1975      | bezpartyjny                   |
| —                                         | Tupua Tamasese Lealofi IV (1922–1983) tymczasowo | 21 maja 1975        | 24 marca 1976     | bezpartyjny                   |
| 4                                         | Tupua Tamasese Tupuola Tufuga Efi (1938–)        | 24 marca 1976       | 13 kwietnia 1982  | bezpartyjny                   |
| 5                                         | Vaʻai Kolone (1911–2001)                         | 13 kwietnia 1982    | 18 września 1982  | Partia Ochrony Praw Człowieka |
| (4)                                       | Tupua Tamasese Tupuola Tufuga Efi (1938–)        | 18 września 1982    | 31 grudnia 1982   | bezpartyjny                   |
| 6                                         | Tofilau Eti Alesana (1924–1999)                  | 31 grudnia 1982     | 30 grudnia 1985   | Partia Ochrony Praw Człowieka |
| (5)                                       | Vaʻai Kolone (1911–2001)                         | 30 grudnia 1985     | 8 kwietnia 1988   | Partia Ochrony Praw Człowieka |
| (6)                                       | Tofilau Eti Alesana (1924–1999)                  | 8 kwietnia 1988     | 23 listopada 1998 | Partia Ochrony Praw Człowieka |
| 7                                         | Tuilaʻepa Sailele Malielegaoi (1945–)            | 23 listopada 1998   | 23 lipca 2021     | Partia Ochrony Praw Człowieka |
| 8                                         | Naomi Mataʻafa (1957–)                           | 24 maja 2021        | nadal urzęduje    | Wiara w Jedynego Boga Samoa   |